# Gnathoncus rossi
Gnathoncus rossi är en skalbaggsart som beskrevs av Hatch 1962. Gnathoncus rossi ingår i släktet Gnathoncus och familjen stumpbaggar. Inga underarter finns listade i Catalogue of Life.